# 不良少年與白手杖女孩
《不良少年與白手杖女孩》（日语：ヤンキー君と白杖ガール，簡稱）是所創作的愛情喜劇四格漫畫，於2018年6月24日開始在Niconico靜畫、pixiv和Manga Hack（マンガハック）上連載，2022年2月26日連載完結。共8卷單行本，而這些單行本也有專為視障人士而設的DAISY標準有聲書、點字書。故事以左眼有刀疤的不良少年黑川森生和弱視女高中生赤座雪子為主軸，編織出一愛情喜劇，同時帶有關於殘疾人士如何在社會上艱苦地生活著的尖銳描寫。漫畫在第5屆下一部漫畫大獎Web漫畫部門中獲得第14名，包括電子版和實體版單行本在內的發行量亦已突破18萬（截至2021年7月）。
2021年獲改編為日本電視台連續劇《這是戀愛！～不良少年與白手杖女孩～》（恋です！〜ヤンキー君と白杖ガール〜），杉咲花主演，2021年10月6日至12月15日播映。

## 劇情
正當小混混黑川森生和其手下在路上大搖大擺地走著的時候，忽然被赤座雪子以專為視覺障礙者而設的白手杖刺中屁股，原因是黑川走在導盲磚上，且擋住了她的去路。黑川在與赤座的對話中受其溫柔個性感染，此後開始積極與她交流，兩人最終戀上彼此。黑川憑此認識了赤座在盲人學校的同學們，並對社會上的「普遍」產生疑問，意識到這個世界是多元的，每人有著各式各樣的處事方式，同時了解到視覺障礙者不僅僅是視力受損，在生活上亦處處遭難。

## 角色列表
黑川森生（聲：下野紘（有聲漫畫）；演：杉野遙亮）
本作男生角。18歲，高中輟學且無職的小混混，人稱「黑豹阿森」。雙親早逝，與祖母同居。
自小因貧窮而被欺凌，左眼下方被獅子王劃傷，有一道刀疤更被人避而遠之，也因如此一直對人世處事方面感到棘手，直至遇到雪子才慢慢敝開心房。
雙耳穿有多個耳釘，加上刀傷和小混混的打份使其經常被誤解，雖與其他人有著不同的思維方式，但實際上本性善良，會以自己認為的友善方式與雪子相處。
赤座雪子（聲：鬼頭明里（有聲漫畫）；演：杉咲花）
本作女主角。16歲，在啟明盲人學校高等部就讀的嬌小少女，留有一頭白髮並打著雙馬尾，柱著白手杖。
患有視覺剝奪性弱視，僅能在極度模糊的情況下分辨顏色，但兒時並非如此嚴重，到此程度為不致病情繼續惡化的手術所致。
個性溫柔，與森生初次形容他的樣貌時便關心其左眼下方的傷勢，但偶爾會作出一些過激的行為，例如用白手枚作武器攻擊別人。
橙野八子（聲：瀨戶麻沙美（有聲漫畫））
愛慕作為小混混的森生的高中生。平時會以瀏海遮住雙眼，並戴著由森生所送的頭戴式耳機。
曾以童星的身份出演廣告與電視劇，但也因此受到同學的不合理對待，在被森生幫助後成為他的手下之一。
初時認為森生之所以喜歡上赤座是因為後者用白手杖博取同情，因此敵視雪子，後來在互相傾訴各自的想法後和解，成為朋友。
綠川花男（聲：野津山幸宏（有聲漫畫））
森生的手下之一，帶著墨鏡並剃光頭的肥胖男生。經常出手制止衝動的森生。
兒時被獅子王無意間坐住個人物品，後在森生的幫助下取回，但也導致他被劃傷。
金澤獅子王（演：鈴木伸之）
森生的宿敵，26歲。喜好負重訓練。在一家影碟出租店當店長，後來也聘用了森生。
同性戀，青年時因不敢向父母出櫃而鬱鬱寡歡，在煩惱此事的時候不小心劃傷欲幫助別人的森生。
對讓森生留有刀疤一事感到十分愧疚，因此一直在與他決鬥時隱藏自己的實力，希望以這方法感化他。
赤座和泉（演：奈緒）
雪子的姐姐，20歲的大學生。與雪子同住。喜歡看摔角。對獅子王一見鐘情。
經常為雪子的眼疾問題操心，並近距離感受著妹妹傷痕累累的樣子，因此一直被不安和恐懼所佔據，直至森生的出現才放下心頭大石。
紫村空（演：田邊桃子）
雪子的好友與同班同學。左眼全盲、右眼僅有右下角的視野且患有畏光症。喜歡慢跑。
討厭「看得見的人」，以致於即使被他們幫助仍會感到不甘心，其中包括與雪子交往的森生，但在與後者交流後便打開了心房。
肺活量極好，能夠跑20多圈也不疲憊，有在運動會中與老師一起參加比賽的經驗，平時會在夜晚的山中無人道路獨自練跑，但也因此被有心人擺放障礙物戲弄，後來在森生和雪子一行人的幫助下解決。
青野陽太（演：細田佳央太）
雪子的同班同學，先天雙眼全盲，但其餘五感都極其靈敏，會隨身攜帶點字用打字機。
待人溫柔誠實且重視細節，偶爾會開黃腔，例如直白地問森生有否與雪子發生性行為。
赤座誠二（演：岸谷五朗）
電視劇版原創角色。雪子與和泉的父親。個性小心謹慎，以「總會有辦法」為人生態度之一。
不擅長應對性格堅強的兩位女兒，但有時候會以自身的人身經驗說出深情的話語觸動她們以至周圍的人。

## 出版書籍
| 卷數 | KADOKAWA       | KADOKAWA               | 台灣角川       | 台灣角川               |
| 卷數 | 發售日期       | ISBN                   | 發售日期       | ISBN                   |
| ---- | -------------- | ---------------------- | -------------- | ---------------------- |
| 1    | 2019年1月23日  | ISBN 978-4-04-065485-0 | 2019年12月11日 | ISBN 978-9-57-743422-7 |
| 2    | 2019年6月22日  | ISBN 978-4-04-065831-5 | 2020年3月25日  | ISBN 978-9-57-743606-1 |
| 3    | 2019年11月22日 | ISBN 978-4-04-064253-6 | 2020年7月20日  | ISBN 978-9-57-743856-0 |
| 4    | 2020年6月23日  | ISBN 978-4-04-064619-0 |                |                        |
| 5    | 2020年12月23日 | ISBN 978-4-04-064910-8 |                |                        |
| 6    | 2021年7月21日  | ISBN 978-4-04-680476-1 |                |                        |
| 7    | 2021年12月23日 | ISBN 978-4-04-680952-0 |                |                        |
| 8    | 2022年5月23日  | ISBN 978-4-04-681443-2 |                |                        |

## 電視劇
《不良少年與白手杖女孩》，2021年10月起於日本電視台每週三22:00至23:00「水十」時段播出的連續劇，改編自同名漫畫《不良少年與白手杖女孩》，由杉咲花主演。此劇為杉咲首次主演NTV電視台連續劇。
台灣由KKTV、friDay影音於2021年10月7日起，每週四播出。

### 演員列表
- 赤座雪子：杉咲花
- 黑川森生：杉野遙亮
- 金澤獅子王：鈴木伸之
- 赤座和泉：奈緒
- 赤座誠二：岸谷五朗
- 紫村空：田邊桃子
- 青野陽太：細田佳央太
- 綠川花男：戶塚純貴
- 桃井草介：堀夏喜（日语：堀夏喜）
- 橙野茜：初夏優香
- 橙野八子：生見愛瑠
- 茶尾：古川雄大
- 緋山翔太：小關裕太

### 製作團隊
- 原作：《不良少年與白手杖女孩》（KADOKAWA）
- 編劇：松田裕子
- 導演：内田秀實、狩山俊輔
- 總作人：加藤正俊
- 製作人：森雅弘、小田玲奈、鈴木香織
- 製作著作：日本電視台

### 播出日程
| 集數                                                                       | 日期     | 標題                        | 副標題                                                                                 | 導演     | 收視率 |
| -------------------------------------------------------------------------- | -------- | --------------------------- | -------------------------------------------------------------------------------------- | -------- | ------ |
| 第1集                                                                      | 10月6日  | 平常的世界 （フツウの世界）             | 可怕不良少年戀上弱視女孩!? 讓人哭笑不得的純愛喜劇 （）                                 | 内田秀實 | 8.8%   |
| 第2集                                                                      | 10月13日 | 今日想見你 （今日会いたい）             | 白杖女孩與不良的戀情加速 不能停止想見你的想法 （）                                     | 内田秀實 | 8.6%   |
| 第3集                                                                      | 10月20日 | 我的聲音能傳遞給你嗎？ （俺の声届きますか?） | 我的聲音能傳遞給你嗎… 心神不定的純愛展示大作戰 持白杖的妹妹與憂慮的姐姐 （）           | 狩山俊輔 | 9.2%   |
| 第4集                                                                      | 10月27日 | 第一次的炸薯條 （はじめてのポテト）         | 我不會放棄… 白杖女孩、挑戰人生第一份兼職!! 搖擺不定的情感與不良少年愛的鼓勵而感動 （） | 狩山俊輔 | 8.8%   |
| 第5集                                                                      | 11月3日  | 想更了解你 （もっと知りたい）             | 白杖女孩終於向不良少年表白!? 不能消除的過去… （）                                      | 内田秀實 | 9.1%   |
| 第6集                                                                      | 11月10日 | （）                        | 我也想跑…白杖女孩、決定參與馬拉松&不良少年伴跑!!終於要第一次接吻 （）                  | 今和紀   | 8.7%   |
| 第7集                                                                      | 11月24日 | （）                        | （）                                                                                   | 狩山俊輔 | 8.6%   |
| 第8集                                                                      | 12月1日  | 情敵是能幹的人 （恋敵はデキる奴）         | （）                                                                                   | 内田秀實 | 7.4%   |
| 第9集                                                                      | 12月8日  | 再見 黑川 （バイバイ黒川）              | （）                                                                                   | 狩山俊輔 | 8.5%   |
| 完結篇                                                                     | 12月15日 | （）                        | （）                                                                                   | 內田秀實 | 9.6%   |
| 平均收視率 8.73%（收視率由Video Research調查關東地區、世帶的即時統計結果） |          |                             |                                                                                        |          |        |

### 獲得獎項
- 第30回橋田獎新人賞：杉咲花（與《小女侍》一同獲獎）[17]

### 作品變遷
| 日本 日本電視台 週三連續劇                               | 日本 日本電視台 週三連續劇                                     | 日本 日本電視台 週三連續劇 |
| -------------------------------------------------------- | -------------------------------------------------------------- | -------------------------- |
|                                                          | 這是戀愛！～不良少年與白手杖女孩～ （2021年10月6日－12月15日） |                            |
| 秘密內幕～戰鬥吧！派出所女子～ （2021年7月7日－9月16日） | 亂來！我居然會成為社長 （2022年1月12日－3月16日）              |                            |

| 臺灣 緯來日本台 星期一至五 21:00 - 22:00        | 臺灣 緯來日本台 星期一至五 21:00 - 22:00                                    | 臺灣 緯來日本台 星期一至五 21:00 - 22:00 |
| ----------------------------------------------- | --------------------------------------------------------------------------- | ---------------------------------------- |
|                                                 | 不良少年與白手杖女孩 （2021年12月24日 - 2022年1月7日）                      |                                          |
| 加油 ! 夫妻協奏曲 （2021年10月29日 - 12月23日） | 極道鮮師1 （2022年1月10日 - 1月25日） 極道鮮師2 （2022年1月26日 - 2月15日） |                                          |